# Polissena Ruffo
Polissena Ruffo (1400 - Cariati, Regne de Nàpols 1420) fou una princesa calabresa.

## Orígens familiars
Va néixer vers el 1400 sent filla de Carlo Ruffo di Montalto i Ceccarella Sanseverino. Fou germana de Covella Ruffo, duquessa de Sessa.

## Títols
El 1414 fou nomenada, a la mort del seu pare, comtessa de Corigliano i Montalto. El 1417 fou nomenada "princesa de Rossano" per part de reina Joana II de Nàpols, esdevenint la primera a aconseguir aquest títol nobiliari.

## Núpcies i descendents
Joana II la prometé en matrimoni al cavaller i senescal de Nàpols Jacques de Mailly, però aquest morí poc temps després del matrimoni.
Es casà, en segones núpcies, el 23 d'octubre de 1418 amb Francesc Sforza, futur duc de Milà. D'aquesta unió tingueren una filla:
- Antonia Polissena Sforza (1419)

Polissena aportà al matrimoni dels Sforza el principat de Rossano, Calimera, Caccuri, Montaldo, Policastro i altres feus que van ser confiats a l'administració d'Angelo Simonetta. Morí el 17 de juliol de 1420 a la ciutat de Cariati, es creu que enverinada per alguns dels seus oncles.